# 선우경의 주말특급
선우경의 주말특급은 TBN 교통방송에서 주말 저녁 6시부터 7시 55분까지 방송된 라디오 교양, 오락 프로그램이다.

## 프로그램 소개
- 특급으로 가는 방송에 탑승하셨습니다! 이동차량이 가장 많이 붐비는 오후6시~8시 사이. 도로 위 청취자들에게 웃음과 유익힌 정보를 전달한다. 본격 실시간 소통 원활 방송! 또한 신나는성인가요로 들썰이는 귀갓길이 될 수 있도록 POWER UP!

## 요일 코너

### 토요일
- 지금 거기 어디야? : 각 지역 축제 및 행사, 시장 등 현장에서 전달하는 생생한 이야기 (매주 섭외)
- 냥이의 하루 : 고양이 관찰자 시점으로 본 사람들과 교통이야기
- 선곡만은 내맘대로 : 졸음운전 방지쏭! 청취자와 선곡으로 소통하는 시간

### 일요일
- 인생이분법 : 짜장면 VS 짬뽕, 당신의 선택은? 본격 청취자 소통 시간!
- 문화 연예 라이브 IN : 한주간 이슈가 됐던 문화계, 연예계 소식을 전달한다 (문화일보 안진용 기자)
- 냥이의 하루 : 고양이 관찰자 시점으로 본 사람들과 교통이야기
- (교통사고) 해결의 달인 : 아빠도, 오빠도 몰라! 전문가가 풀어주는 교통사고 처리법 (경찰청 이장선 경감)
- 선곡만은 내맘대로 : 졸음운전 방지쏭! 청취자와 선곡으로 소통하는 시간